# М-104 «Ярославский комсомолец»
М-104 «Ярославский комсомолец» (1940—1960) — советская подводная лодка серии XII типа М — «Малютка». В годы Великой Отечественной войны воевала в составе Северного флота; патрулировала воды у границы с Норвегией.

## Строительство
Заложена 29 октября (по другим данным 30 мая, 30 сентября или 30 октября) 1940 года под стапельным номером 301 на заводе № 112 «Красное Сормово» в Горьком. Спущена на воду 10 апреля 1941 года. С началом Великой Отечественной войны строительство было заморожено, так как завод сконцентрировался на выпуске танков.
25 августа 1942 года подводная лодка в разобранном виде погружена на транспортёр и отправлена по железной дороге на доработку на завод № 402 в Молотовск (ныне Северодвинск), куда прибыла 1 сентября 1942 года, в тот же день зачислена в отдельный учебный дивизион подводных лодок. Вторично спущена на воду 24 сентября (по другим данным 29 октября) 1942 года. 23-26 ноября переведена в СРЗ ГУ Севморпути в посёлке Роста в Мурманске для достройки, проведения испытаний и боевой подготовки. Затем переведена в Екатерининскую гавань (Полярное).
В начале 1943 года в рамках широкого общесоюзного движения по инициативе молодёжи колхоза «Заря свободы» Брейтовского района, воодушевлённой постройкой на собранные средства эскадрильи боевых самолётов «Ярославский комсомолец», комсомольцы и прочая молодёжь Ярославской области собрали около 5,5 (по другому источнику — 5,8) миллионов рублей на строительство подводной лодки. Этих денег хватало на новую подлодку типа «Малютка», и было принято решение эквивалентно собранной сумме присвоить наименование «Ярославский комсомолец» следующей построенной подлодке этого типа, что и было сделано 22 февраля 1943 года приказом наркома ВМФ.
10 февраля 1943 года М-104 «Ярославский комсомолец» вступила в строй. 20 февраля перечислена в состав 4-го дивизиона подводных лодок Северного флота с базированием на Полярное. 23 февраля в присутствии делегации из Ярославской области торжественно поднят Военно-морской флаг. 24 февраля 1943 года вошла в состав Северного флота. Бессменным командиром лодки в годы войны был капитан-лейтенант (впоследствии капитан 3-го ранга) Фёдор Иванович Лукьянов.

## Участие в войне

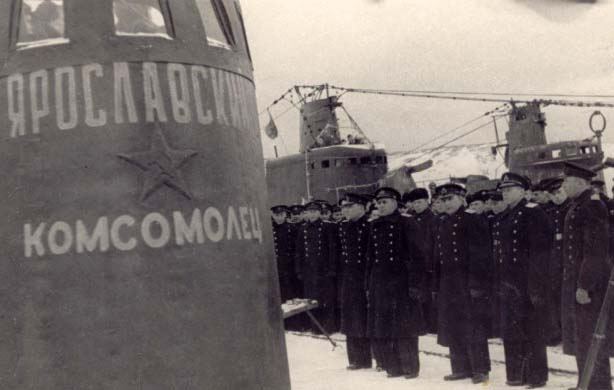
Передача подлодки
«Ярославский комсомолец» флоту. 1943 год

Первый боевой поход — с 7 по 16 апреля 1943 года — для действий в Варангер-фьорде. Раз в двое суток отходила в бухту Пумманки для зарядки аккумуляторов. Дважды наблюдала одиночные цели, но атаковать по различным причинам не смогла. 16 апреля у мыса Лангбунес «Ярославский комсомолец», прорвав две линии кораблей охранения, с дистанции 5 кабельтов атаковала двумя торпедами германский транспорт водоизмещением 10000-14000 тонн. Через 50 секунд подводники ощутили мощный взрыв, который даже нанёс повреждения самой лодке — временно вышла из строя гидроакустика, перегорели предохранители, был вырван лаг. Это торпеда выскочила на поверхность и взорвалась на виду у немецких транспортов «Патагония», «Элима», «Тихука», «Дюна», «Марс», «Бирка», не достигнув цели. Официально было засчитано потопление транспорта водоизмещением 12 тысяч тонн.
Второй боевой поход — с 8 по 12 мая 1943 года — для действий в Варангер-фьорде. Во время пути в Пумманки для зарядки аккумуляторов М-104 была атакована 11 немецкими самолётами «Bf-109». Уходя от атаки легла на грунт на глубине 36 метров, но тем не менее была довольно серьёзно повреждена пушечно-пулемётным обстрелом и близкими разрывами бомб. На следующий день, находясь на ремонте в Пумманках, была безрезультатно атакована пятью «Bf-109». Была вынуждена вернуться на базу, где устраняла повреждения у борта плавмастерской «Красный горн». Вступила в строй только 24 июля.
Третий боевой поход — с 12 по 22 сентября 1943 года — патрулирование на позиции Вардё — мыс Сейбунес. 20 сентября в районе Бос-фьорда совершила два неудачных выхода в атаку каравана немецких и норвежских судов. Только на третий раз удалось довести атаку до конца и выпустить с 20 кабельтов две торпеды в корму уходящего конвоя. В этом бою советские лётчики также атаковали вражеский конвой. За лодкой был засчитан один потопленный вражеский транспорт, за торпедоносцами — второй.
После возвращения с 24 сентября по 23 октября проходила навигационный ремонт.
Четвёртый боевой поход — с 29 ноября по 7 декабря 1943 года — патрулирование в районе Вардё — Конгс-фьорд. Обнаруживала одиночные цели, но из-за плохой видимости атаковать не смогла. С 3 по 31 января и с 11 по 21 февраля проходила навигационный ремонт.
Пятый боевой поход — с 5 по 11 марта 1944 года. 10 марта 1944 года в районе Сюльте-фьорда атаковала остов транспорта «Наталь», выброшенного 7 января 1944 года штормом на камни у мыса Маккаур. По официальным советским данным в этой атаке лодка потопила транспорт водоизмещением 8 тысяч тонн с пришвартованным к нему «морским охотником».
Шестой боевой поход — с 12 по 22 апреля 1944 года — патрулирование района Когс-фьорда в рамках операции «РВ-3» (разгром врага). 18 апреля был встречен конвой, но атаковать его не было возможности из-за плохой видимости. Во время патрулирования экипажем подлодки было обнаружено минное поле. Командир получил приказ более точно определить его границы. 36 раз лодка пересекла минное поле для его точного нанесение на карты. Дважды за это время лодка всплывала, посылая уже добытые сведения в штаб, ведь каждый рейс мог стать последним.
В боевых действиях больше не участвовала. Общий срок боевой службы подлодки на Баренцевом море составил 13,2 месяца, из которых 46 суток она провела в боевых походах. Всего «Ярославский комсомолец» совершил шесть боевых походов, совершил три торпедные атаки с запуском шести торпед, подтверждённых побед не имел. По официальным советским данным считалось, что М-104 потопила четыре транспорта общим водоизмещением 29 060 тонн, уничтожив при этом около 500 человек из состава экипажей и находившихся на кораблях войск.
11 мая 1944 года «Ярославский комсомолец» отправлен по железной дороге из Мурманска в Поти на Черноморский флот, куда прибыл 6 (по другим данным 8) июня. 9 июля вошёл в состав отдельного учебного дивизиона подводных лодок с базированием на Поти. Этим же летом лодка перечислена в состав 4-го дивизиона подводных лодок Черноморского флота с базированием на Балаклаву.

## Командиры
- февраль-июнь 1940: В. Н. Иванов
- 1942—1949: Ф. И. Лукьянов
- 1952—1953: М. Г. Проскунов

## Окончание службы

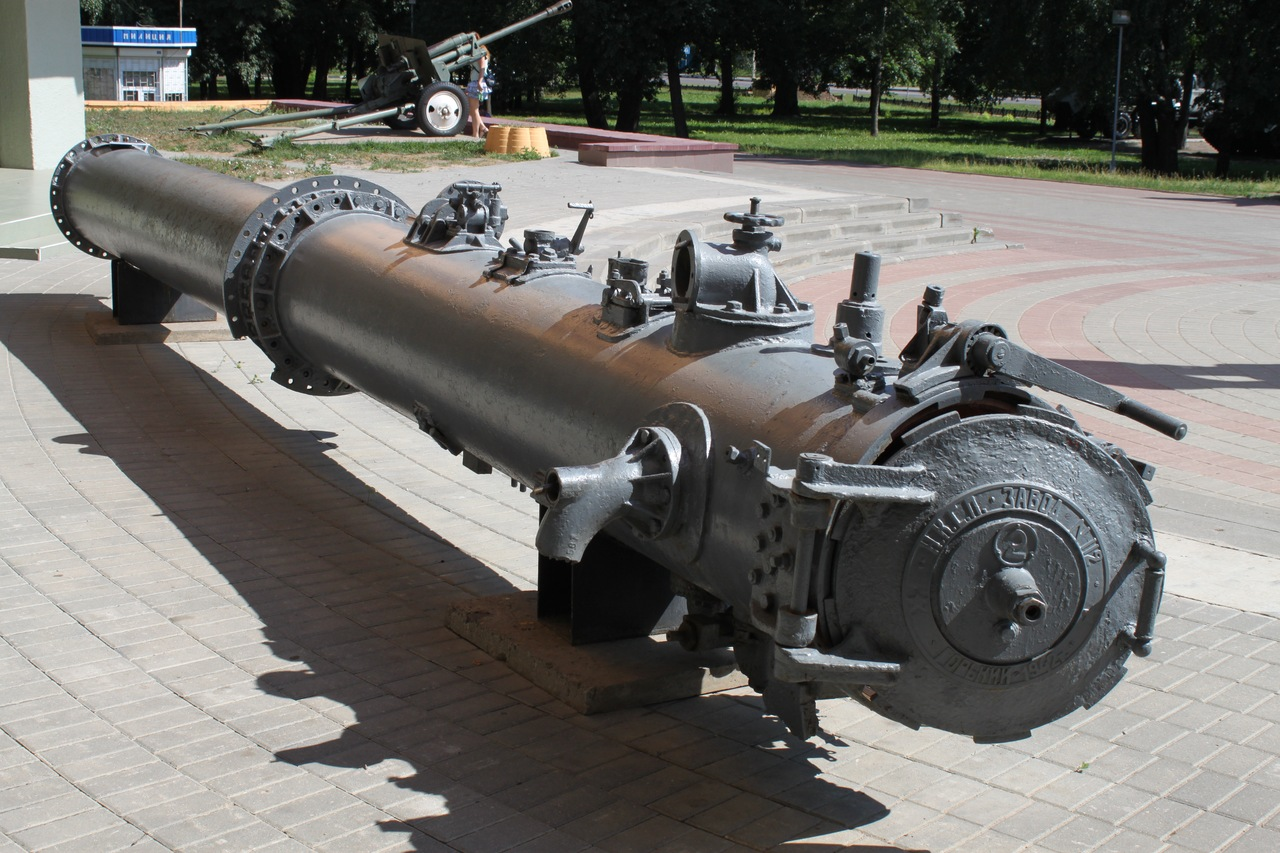
Торпедный аппарат подлодки в ярославском Музее боевой славы

17 августа 1953 года выведена из боевого состава, разоружена и переформирована в кабинет боевой подготовки КБП-27. Летом 1955 года доставлена по внутренним водам на Каспийское море. 27 декабря 1956 года переформирована в учебно-тренировочную станцию УТС-32 и поставлена на прикол. В 1958 году затонула в Бакинском военном порту из-за неисправности донно-забортной арматуры, но была поднята. 19 сентября 1960 года исключена из списков судов ВМФ, 26 сентября расформирован экипаж, сдана на разборку.
Ярославский музей-заповедник хотел заполучить подводную лодку себе, но по техническим причинам доставить ни её целиком, ни хотя бы рубку, не удалось. Тем не менее, в Ярославль были отправлены торпедный аппарат, ходовая станция и дверь, соединявшая дизельный и электромоторный отсеки. Ныне они являются экспонатами ярославского Музея боевой славы — филиала музея-заповедника.

## См. также

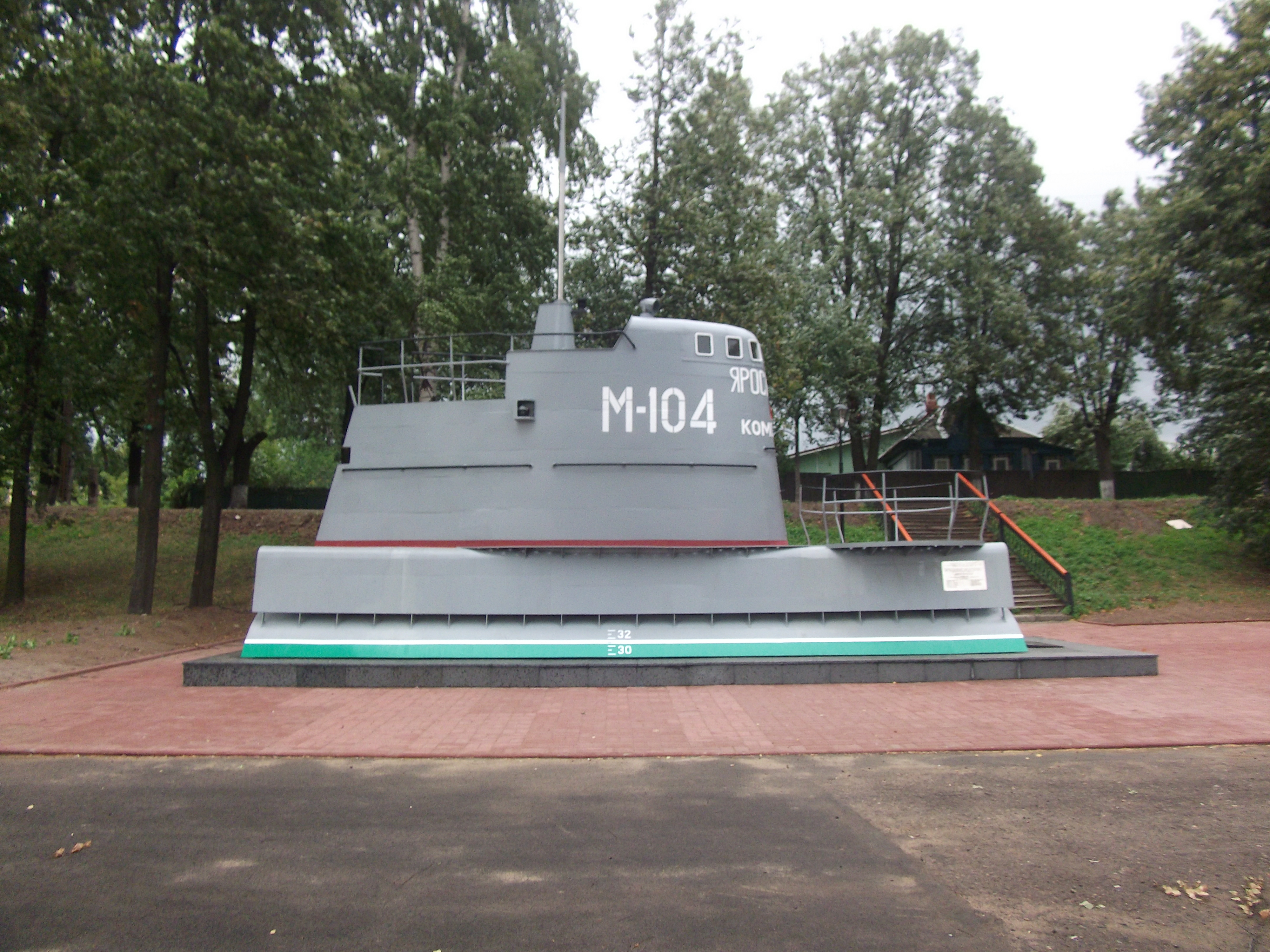
Памятник подлодке «Ярославский комсомолец» на Тверицкой набережной